# 古城镇 (武威市)
古城镇，是中华人民共和国甘肃省武威市凉州区下辖的一个乡镇级行政单位。

## 行政区划
古城镇下辖以下地区：
古城村、下古城村、六林村、祁山村、上古城村、八五村、光明路村、三畦村、三坝村、小河村、中河村、上河村、九五村、校尉村、陈庄村、长流村、头坝村、东河村、河北村和五畦村。